# Klemens Smolatycz
Klemens – metropolita kijowski w latach 1147–1154.

## Życiorys
Przydomek Smolatycz odnosi się do pochodzenia hierarchy (ze Smoleńska), lub do imienia jego ojca. Klemens był drugim, po urzędującym w połowie XI w. Hilarionie, metropolitą kijowskim pochodzenia ruskiego, nie zaś przybyłym z Bizancjum Grekiem. Jego wyboru dokonał, na życzenie wielkiego księcia kijowskiego Izjasława II, sobór biskupów ruskich, sześcioma głosami przeciwko trzem. Intronizacja Klemensa odbyła się w soborze Mądrości Bożej w Kijowie 27 lipca 1147. Przed wyborem na metropolitę był najprawdopodobniej pustelnikiem-schimnichem.
Iziasław II postanowił doprowadzić do objęcia urzędu metropolity kijowskiego przez posłusznego jego polityce Rusina, nie chcąc dopuścić do pojawienia się w Kijowie nowego metropolity-Greka, który podobnie jak urzędujący do 1145 Michał II aktywnie włączałby się w politykę państwa. Przeprowadzenie elekcji, wbrew zasadzie nominowania metropolity przez patriarchę Konstantynopola, było możliwe dzięki wakatowi na katedrze patriarszej. Patriarcha Konstantynopola nigdy nie potwierdził ważności wyboru Klemensa.
Klemens Smolatycz był człowiekiem dobrze wykształconym (znał język grecki) i jego wybór został pozytywnie przyjęty przez duchowieństwo ruskie. Jednak jego poparcie polityczne dla Iziasława doprowadziło do utraty przezeń kontroli nad eparchiami znajdującymi się w granicach metropolii kijowskiej, ale poza władzą wielkiego księcia kijowskiego. Przeciwko Klemensowi wystąpił książę Jerzy Dołgoruki oraz biskup nowogrodzki Nifont. W sierpniu 1149 metropolita był zmuszony wyjechać z Kijowa razem z Iziasławem. Wrócił do stolicy dwa lata później, by zostać ostatecznie pozbawionym katedry po śmierci Iziasława w 1154. Został wówczas biskupem włodzimiersko-wołyńskim. W 1158 trzykrotnie służył w soborze Mądrości Bożej w Kijowie. Po powołaniu nowego metropolity – Greka Konstantego I w 1155, na prośbę Jerzego Dołgorukiego, Klemens Smolatycz został obłożony anatemą, a wyświęceni przez niego biskupi pozbawieni katedr. We Włodzimierzu nie uznano tej decyzji i hierarcha nadal pozostawał tam biskupem ordynariuszem.
Chcąc zakończyć spór w metropolii kijowskiej, w 1159 nowy wielki książę kijowski Rościsław I Michał poprosił patriarchę Konstantynopola o przysłanie na Rus nowego hierarchy w miejsce rywalizujących Klemensa i Konstantego. W efekcie w 1161 urząd objął metropolita Teodor. Po jego śmierci w 1163 Rościsław starał się o uznanie praw Klemensa do godności metropolity, jednak patriarcha Konstantynopola wyznaczył na wakującą katedrę Greka Jana IV.
Latopisy ruskie podkreślają wysoki poziom wykształcenia Klemensa, był on znakomitym kaznodzieją. Określany był przydomkiem „filozof”, co sugerowałoby ukończenie przez niego wyższej szkoły w Bizancjum. Metropolita doskonale znał prawosławne prawo kanoniczne, zasady retoryki, być może również dorobek filozofów greckich i Homera (choć mógł poznać go jedynie jego najpopularniejsze fragmenty cytowane w innych dziełach).
Najbardziej znanym dziełem pisanym metropolity Klemensa jest List do prezbitera Fomy, w którym dokonuje on symbolicznego wyjaśnienia treści Pisma Świętego, demonstrując swoją znajomość filozofii greckiej i dzieł Homera. Duchownemu przypisuje się również autorstwo Pouczenia o miłości i kazania na Niedzielę Seropustną.
Data śmierci Klemensa Smolatycza nie jest znana. Funkcjonująca data 1164 nie ma źródłowego potwierdzenia.